# 축치어
축치어(Chukchi) 또는 추코트어(Chukot)는 러시아의 축치반도에서 축치인들이 쓰는 언어이다. 축치어는 축치 자치구에서 주로 쓰이나, 코랴크 자치구 북동부, 사하 공화국 니즈니콜림스키 군에도 축치어를 쓰는 사람들이 있다. 1989년 기준 축치인들 인구는 16,000명이었고 그 중 70%가 축치어를 사용했다.

## 문자
원래 문자가 없었으며, 축치 유목민 출신 테네빌이라는 남성이 1920년대에 직접 개인적으로 문자를 만들어 쓰기도 했으나 그의 가족을 제외하면 쓰이지 않았다. 1931년 로마자에 기반한 알파벳이 만들어졌으나, 1937년 다른 원주민 언어 표기와 함께 일률적으로 키릴 문자로 변경되었다. 다만 추크치어는 러시아어에 비해 자음이 많아 러시아어에선 안 쓰이는 3개의 글자가 추가로 쓰인다.
Аа Бб Вв Гг Дд Ее Ёё Жж Зз Ии Йй Кк К'к' Лл Мм Нн Н'н' Оо Пп Рр Сс Тт Уу Фф Хх Цц Чч Шш Щщ Ъъ Ыы Ьь Ээ Юю Яя ʼ
к', н', л은 옛날 정서법으로 지금은 ӄ, ӈ, ԓ로 대체되었다.